# Патрік Блекетт
Па́трік Ме́йнард Стю́арт Бле́кетт (англ. Patrick Maynard Stuart Blackett, Baron Blackett; 18 листопада 1897 — 13 липня 1974) — англійський фізик.
Професор Манчестерського університету (1937–1953).
Блекетт перший одержав фотографії розщеплення ядер азоту α-частинками за допомогою удосконаленої ним камери Вільсона. Вивчав властивості α-частинок.
Блекетт — один з перших дослідників властивостей позитрона, процесів анігіляції позитронів та електронів, утворення пар. Пояснив сезонні коливання інтенсивності космічних променів, вивчав співвідношення позитивних та негативних мезонів у космічних променях і т. ін.
Нобелівська премія, 1948.